# Poreč
Poreč, en italià: Parenzo (en llatí: Parens o Parentium; alemany arcaic: Parenz; grec antic: Pàrenthos, Παρενθος), és una ciutat a la costa oest de la península d'Ístria, al comtat d'Ístria, a Croàcia.
És el centre d'una comarca vinatera (malvasia). Centre d'estiueig i estació balneària, bisbat catòlic, conserva notables edificis medievals i renaixentistes i la cèlebre basílica Eufrasiana del segle vi, Patrimoni de la Humanitat de la UNESCO.

## Geografia
Porec-Parenzo és una de les ciutats més occidentals de Croàcia, situada en una estreta península que està protegida del mar per l'illa de Sveti Nikola. Constitueix, juntament amb les comunitats adjacents, la ciutat més gran i diversificada d'Ístria, després de Pula-Pola. El 2005 tenia al voltant de 10.500 habitants permanents, que durant els mesos d'estiu augmenten fins a 70.000 habitants.